# I'm Cryin'
"I'm Cryin'" é uma canção/single da cantora Shanice. Foi o segundo single lançado do álbum Inner Child. Foi composta por Shanice Wilson, Sally Jo Dakota, Narada Michael Walden e produzida também por Narada Michael. Um videoclipe foi filmado.

## Lista de faixas
CD single
1. Radio Edit (3:46)
2. Full Version (5:03)
3. Instrumental (5:02)

## Posições nos gráficos musicais
| Gráfico (1992)                  | Posições |
| ------------------------------- | -------- |
| Billboard Hot R&B/Hip-Hop Songs | 11       |